# Creation Ministries International
Creation Ministries International (CMI) is een non-profitorganisatie die bestaat uit christelijke apologetische zendelingen in verscheidene landen die het jongeaardecreationisme uitdragen gebaseerd op een letterlijke lezing van het Bijbelboek Genesis. Creation Ministries International bevindt zich in Australië, Canada, Nieuw-Zeeland, Singapore, het Verenigd Koninkrijk, de Verenigde Staten en Zuid-Afrika.
CMI geeft het tijdschrift Creation uit dat in ten minste 170 landen gelezen wordt. CMI publiceert tevens de Journal of Creation met recente bevindingen op creationistisch gebied.

## Geschiedenis
In 1977 werd in Australië de organisatie Creation Science Association opgericht. Rond de jaren tachtig ontstond hieruit de organisatie Creation Science Foundation. Rond 1993 richtte Ken Ham met steun van de Australische organisatie in de Verenigde Staten de organisatie Creation Science Ministries op (om juridische redenen kon de Australische naam niet gebruikt worden). Deze naam bleek verward te worden met 'Creation Science' en 'Scientology' waardoor de organisatie werd hernoemd naar de huidige naam, Answers in Genesis. De Australische organisatie Creation Science Foundation kreeg ook deze nieuwe naam. In de loop der tijd werden ook organisaties opgericht in andere landen, waaronder Canada, het Verenigd Koninkrijk en Zuid-Afrika.
In 2005/2006 gaf de Amerikaanse Answers in Genesis aan afzonderlijk verder te willen zonder de andere organisaties met dezelfde naam. Deze besloten vervolgens om onder de naam Creation Ministries International verder te gaan. De overige nationale organisaties van Creation Ministries International werden in de jaren negentig van de 20e eeuw en in het begin van de 21e eeuw opgericht.

## The Voyage that Shook the World
In 2009 bracht Creation Ministries International de film The Voyage that Shook the World uit ter gelegenheid van feit dat Charles Darwin 200 jaar geleden was geboren evenals het feit dat 150 jaar geleden zijn werk De oorsprong der soorten werd uitgebracht. In de film worden de evolutietheorie, intelligent design en creationisme belicht. De titel van de film verwijst naar de reis met het schip de Beagle die Charles Darwin van 1831 tot 1836 maakte.